# دانيال غونارسون
دانيال غونارسون (بالسويدية: Daniel Gunnarsson)‏ هو لاعب هوكي الجليد سويدي، ولد في 15 أبريل 1992 في Köping ‏ في السويد.

## وصلات خارجية
- دانيال غونارسون على موقع دوري الهوكي الوطني (الإنجليزية)
- دانيال غونارسون على موقع EliteProspects.com (الإنجليزية)
- دانيال غونارسون على موقع HockeyDB.com (الإنجليزية)